# Берналь, Росенда
Росенда Берналь (исп. Rosenda Bernal) (1948, ???) — известная мексиканская актриса и певица.

## Биография
Родилась в 1948 году, место рождения неизвестно. В детстве жила в Тепике. В возрасте 10 лет начала свою музыкальную карьеру и выступала в жанре песня-универсал. В возрасте 13 лет переехала в Гвадалахару и там продолжила музыкальную карьеру. В 1972 году записала свой первый сингл, после чего на её таланты обратили внимание кинорежиссёры и предложили ей роли в кино. Она согласилась и в 1974 году дебютировала в мексиканском кинематографе и снялась в 39 работах в кино и телесериалах. Телесериалы Ничья любовь и Узы любви оказались наиболее популярными с участием актрисы. Наряду с актёрской карьерой продолжила и музыкальную карьеру, выпустив свыше 50 музыкальных альбомов она завоевала популярность не только в Латинской Америке, ну а также в Испании.

## Фильмография
1
Boda con la muerte (видео, 2000)
2
La bronca maldita 2 (видео, 1997)
3
El cielo no tiene fronteras... (1997)
... Brenda (в титрах: Rozenda Bernal)
4
El manco (1997)
... Rosenda
5
Узы любви (сериал, 1995 – ...)
Lazos de amor ... Sonia Altamirano
6
Un indio quiere matar (1994)
... (в титрах: Rozenda Bernal)
7
La desalmada (1994)
8
El invencible ojo de vidrio (1992)
9
Testigo silencioso (1992)
10
La ley de la mafia (1991)
... Rosenda Romo
11
Ничья любовь (сериал, 1990)
Amor de nadie ... Evangelina
12
Muerte de el federal de camiones (1987)
13
¡Yerba sangrienta! (1986)
... (в титрах: Rozenda Bernal)
14
La pintada (1986)
15
La tumba del mojado (1985)
16
Asalto en Tijuana (1984)
17
Ratas de la frontera (1984)
18
El traficante II (1984)
... Carmela
19
El hijo de la calavera (1984)
20
Los peseros (1984)
... Anita
21
La silla vacía (1984)
22
El traficante (1983)
... Carmela
23
Los cuates de la Rosenda (1982)
24
Rosita Alvirez, destino sangriento (1982)
25
El muro de la tortilla (1982)
26
Caballo alazán lucero (1981)
27
Las piernas del millón (1981)
28
Juan el enterrador (1981)
29
Ay Chihuahua no te rajes! (1980)
30
Hijos de tigre (1980)
31
Ilegales y mojados (1980)
32
Ángel del silencio (1979)
33
Tu vida contra mi vida (1979)
34
Alguien tiene que morir (1979)
35
Un cura de locura (1979)
... Alma
36
Que te vaya bonito (1978)
37
La ley del monte (1976)
... Rosenda
38
El federal de caminos (1975)
... Estela Cuevas
39
Me caí de la nube (1974)
... Estrella